# Mundilfari
Ne doit pas être confondu avec Mundilfari (lune de Saturne).
Mundilfari (en vieux norrois : Mundilfäri), également connu sous le nom de Mundilfare, Mundilföri ou encore Mundelfœri, est une divinité nordique.
Il est le père de la déesse du soleil Sól et du dieu de la Lune Máni.

## Biographie
Son nom nous est parvenu grâce à au moins deux sources.

### Edda poétique
Dans l'Edda poétique : 
- Le Vafthrúdnismál[1] (strophe 22-23). Lors de leurs jeux de devinettes, Odin (se faisant passer pour Gagnráðr) pose la question des origines de la lune et du soleil à Vafþrúðnir :

22 
(Odin parle)
Je demande une prochaine réponse ; si la Sagesse est vôtre,
Vous y répondrez alors maintenant :
D’où vint la Lune, l’autre monde des Hommes
Si lointain, et le Soleil flamboyant ?
23
(Vafþrúðnir parle)
Mundilfari est le nom de celui qui sollicita la Lune,
Et enfanta le Soleil flamboyant ;
Le pourtour des cieux ils parcourent chaque jour,
Donnant ainsi le temps aux Hommes.

### Edda en prose
Dans l’Edda en prose de Snorri Sturluson, le Gylfaginning (Chapitre 11) nous donne de plus amples renseignements sur cette naissance.
" Un homme appelé Mundelfœri avait deux enfants tellement beaux qu'il nomma son fils Maní (Lune) et sa fille Sól (Soleil); il maria cette dernière à un homme appelé Glen. Les dieux. irrités de tant d'orgueil, enlevèrent les enfants de Mundelfœre, les placèrent au ciel et chargèrent la jeune femme de conduire les chevaux du char du soleil [.....]. Maní fut chargé de conduire l'astre dont il avait pris le nom, et enleva de la terre, au moment où ils s'éloignaient de la fontaine de Byrgir, deux enfants appelés Bil et Hjúki;[....]"

## Famille

### Mariage et enfants
De son union avec Glaur (es), il eut :
- Sól
- Máni

## Hommage et postérité
Une des lunes de Saturne a été nommée Mundilfari en son hommage.